# Sudorogo
Sudorogo is een bestuurslaag in het regentschap Purworejo van de provincie Midden-Java, Indonesië. Sudorogo telt 1277 inwoners (volkstelling 2010).